# Křížová cesta (Horní Maxov)
Křížová cesta v Horním Maxově na Jablonecku se nachází přibližně 1,5 kilometru severozápadně od obce, na úpatí vrchu Slovanka. Vede přibližně 500 metrů strmým stoupáním nahoru k rozhledně a dál k Seibtově studánce. Část Křížové cesty a studánka se nacházejí v katastru obce Karlov.

## Historie
Křížová cesta vychází od kapličky zasvěcené Bolestné Panně Marii. Kapli dal postavit na své náklady místní občan Anton Seibt v roce 1827. Použil prostředky nastřádané jako věno pro svou dceru, která podlehla vleklé nemoci. V kapličce byl umístěn oltářní obraz Panny Marie, na střeše bývala zvonička.
Patnáct zastavení Křížové cesty bylo postaveno roku 1840 též Antonem Seibtem. Sloupky lemovaly cestu směřující od kapličky přes Seibtův vrch k lesní Seibtově studánce. Křížová cesta ze žulových sloupů byla vysvěcena 11. srpna 1840 farářem Petrem Junem. Již kolem roku 1895 však zanikla a žulové sloupy ležely v rozvalinách lesního porostu.

### Seibtova studánka
Křížovou cestu ke studánce zřídili Antonín a Josef Seibtovi v roce 1840 na památku jednoho z bratrů, který se nemohl pohybovat. Měl se nechat vyvézt na místo, z něhož vytéká voda, nechat vykopat jímku, provádět koupele a vodní masáže. Též pil zdejší vodu a bahnem si nechal dělat obklady. Po delší době se mu natolik ulevilo, že mohl chodit o holích. Za další čas se uzdravil tak, že dobře chodil o jediné holi. O události se dozvěděli lidé ze širokého okolí, začali místo hojně navštěvovat a prováděli lidovou léčbu. Dříve se používala horní jímka (dnes polozasypaná) jako rašelinové lázně, rybníček ke koupeli a masáži a voda ze studánky k pití.

### Obnova Křížové cesty
V roce 1934 studánku opravili přátelé G. Bauchl, J. Klamt, A. Wode a ing. Schnader Beck. Poničené žulové sloupy byly rekonstruovány v letech 2011–2013. Součástí křížové cesty je i krátká naučná stezka se třemi zastaveními. První zastavení návštěvníky seznamuje s historií založení Maxova, vzniku kapličky a křížové cesty. Druhé je věnováno Seibtově vrchu - dnešní Slovance, a myšlence obnovy Maxovské křížové cesty. Třetí zastavení se věnuje Seibtově studánce, v níž dle legendy pramení léčivá voda. Tabule naučné stezky jsou doplněny o dobové fotografie území.
Miloslav Nevrlý uvádí: "Skutečně jsem ji podle popisu nalezl ve smrkovém lese na severním svahu Seibtova vrchu, několik set metrů pod rozhlednou Slovankou. Je bytelná a kamenná, v zemi zahloubená a se schůdky a s dosud dobře čitelným německým nápisem, že “tato studna byla, včetně křížové cesty, vysvěcena D.P. Petrem Junou, farářem z F. a nesmí být nijak znesvěcena. Vysvěcena dne 11. srpna 1840. Zbudována byla Antonínem a Josefem Seibtovými na památku. Renovována Horským spolkem (skupinou pro údolí Horní Kamenice) roku 1934. Po křížové cestě (vedla sem možná od kapličky v Karlově) není téměř ani památky. Petr Juna z Držkova byl v letech 1840–1872 farářem v Janově nad Nisou, kam patřil i Bedřichov (odtud patrně ono F., tedy Friedrichswald)."